# Nazione Seneca

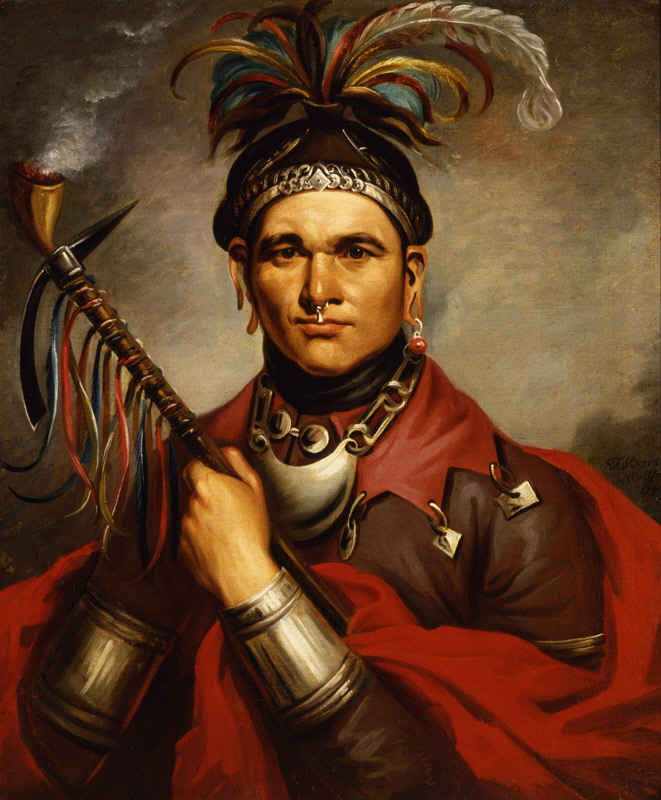
Il capo Seneca Piantatore di Mais

I Seneca sono un gruppo di nativi americani del nord America. Essi sono la nazione più occidentale tra le Sei Nazioni o Lega irochese. Il numero esatto dei membri di questo popolo è sconosciuta, ma si sa che tra i 15.000 e i 25.000 Seneca vivono in Canada, presso Brantford, Ontario, e nelle riserve indiane degli Stati Uniti site attorno a Buffalo ed in Oklahoma.

## Nome
I Seneca si definiscono Onöndowága', che in lingua seneca significa "Popolo della grande collina", e questo nome è identico all'endonimo usato degli Onondaga. Dopo la formazione della Confederazione Irochese nel 1142, i Seneca divennero noti come "Guardiani della porta occidentale" perché erano la più occidentale tra le nazioni della Confederazione. Il nome "Seneca" viene dal loro villaggio principale, Osinika; tuttavia, essendo identico alla parola anishinaabe Asinikaa, che significa "[quelli nel luogo] Pieno di pietre", presso alcuni non-irochesi nacque confusione tra i Seneca e gli Oneida, il cui endonimo Onyota'a:ka significa "Popolo della pietra eretta".

## Storia

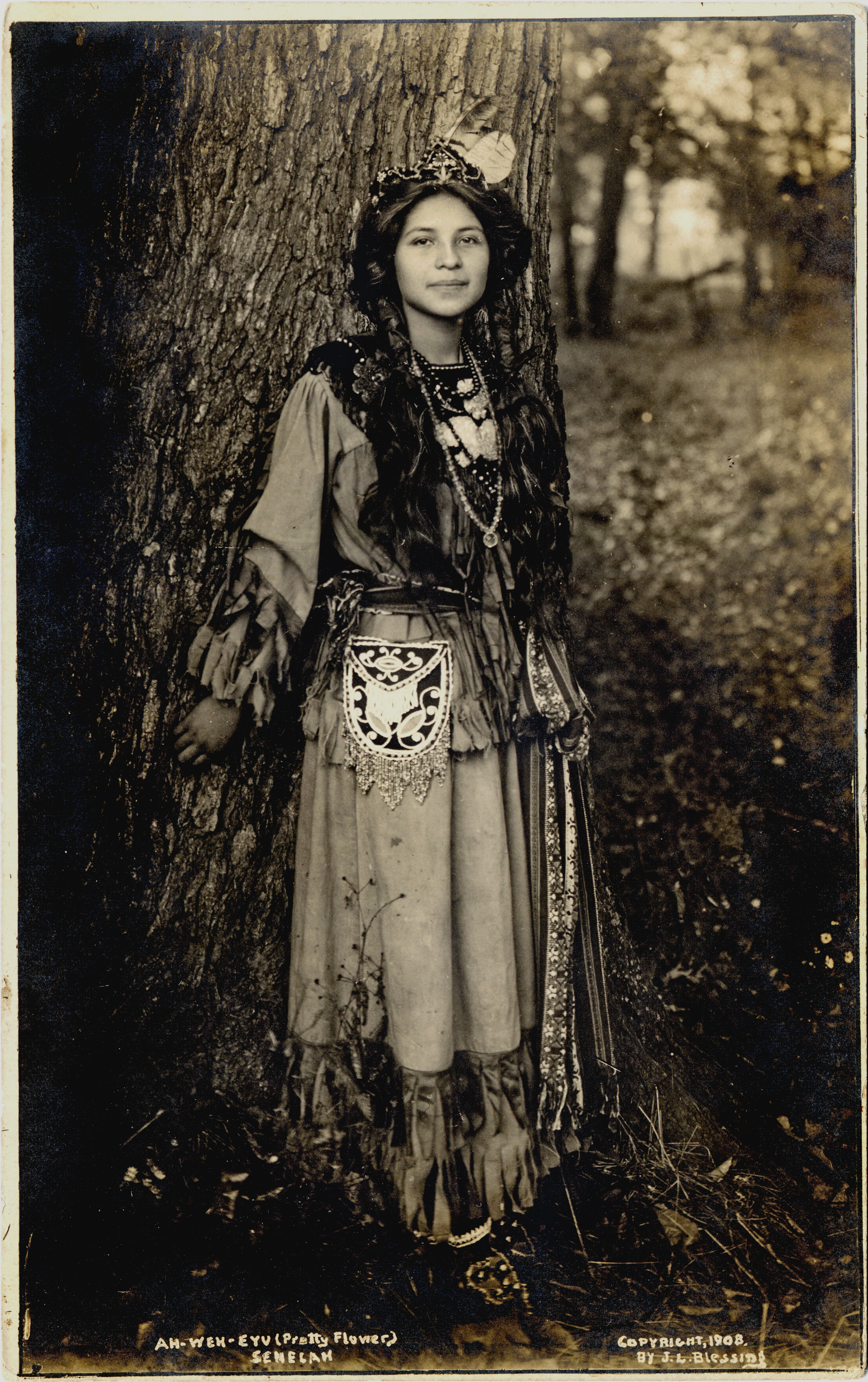
Ah-Weh-Eyu, che in lingua Seneca significa "bel fiore". Foto scattata nel 1908.

I Seneca vivevano tradizionalmente tra il fiume Genesee e il Lago Canandaigua, nello stato di New York, con alcuni recenti ritrovamenti archeologici che indicano la loro presenza fino al fiume Allegheny, in quella che è oggi la Pennsylvania nordoccidentale. I Seneca erano di molto la più popolosa tra le nazioni irochesi, con la possibilità di radunare nel diciassettesimo secolo oltre diecimila guerrieri.
I villaggi seneca erano localizzati ad est fino alla contea di Schuyler, a sud nelle attuali contee di Tioga e Chemung, a nordest nelle contee di Tompkins e Cayuga, ad ovest nella Genesee Valley. I Seneca erano inoltre divisi in due gruppi, incorporati separatamente nella Confederazione Irochese. I Seneca occidentali si trovavano principalmente nei pressi del fiume Genesee, e si trasferirono verso i fiumi Erie e Niagara; quelli orientali abitavano a sud del lago Seneca e attorno a dove oggi sorge Corning, e si mossero ad est verso la Pennsylvania e i monti Catskill.
Confinanti coi Seneca erano gli Uroni, ad ovest e a nord, mentre a sud le tribù irochesi degli Andaste (Conestoga e Susquehannock) minacciavano costantemente guerra. I mohicani bloccavano l'accesso al fiume Hudson ad est e a nordest; nel sudest tribù Delaware minacciavano guerra.
Tradizionalmente, l'economia dei Seneca era basata sulla coltivazione di mais, fagioli e zucche (le cosiddette "tre sorelle"). Le donne seneca generalmente le coltivavano e raccoglievano, così come raccoglievano piante medicinali, radici, bacche, noci e frutta. Le donne erano le sole proprietarie della terra, ed erano a capo di gruppi di parentela detti clan. Gli uomini avevano generalmente il compito di localizzare e sviluppare i siti delle città, incluso il taglio della foresta per la creazione di campi; gli uomini inoltre cacciavano e pescavano, attività che li portavano ad essere lontani dalle città per lunghi periodi di tempo, diretti in zone di caccia e di pesca ben mantenute, e non lasciate semplicemente come terre selvagge. Alcuni uomini seneca mantenevano tra gli irochesi il titolo tradizionale di sachem ed altri quello di capo di guerra; questi ultimi avevano il compito di condurre i guerrieri durante la battaglia.